# Heinlesmühle
Die Heinlesmühle (frühere Schreibweise auch Heinles-Mühle) ist eine Wassermühle und ein Wohnplatz der Gemeinde Alfdorf im baden-württembergischen Rems-Murr-Kreis. Das gut erhaltene Anwesen mit einer Getreide- und einer Sägemühle mit einem betriebsfähigen Wasserrad gilt als eine der schönsten Mühlen in der Region Stuttgart. Der kleine Ort liegt im Naturpark Schwäbisch-Fränkischer Wald.

## Lage
Die Einzelsiedlung mit vier Hausnummern liegt im Tal der Schwarzen Rot, an einem etwa 350 Meter langen Mühlkanal. Umliegende Ortschaften sind der Weiler Hundsberg (Gemeinde Gschwend) im Norden, die Einzelsiedlungen Stixenhof im Nordosten, der Deschenhof im Osten, der Vaihinghof im Südosten, die Vaihinghofer Sägmühle (genannt Hummelgautsche) im Süden und der Bruckhof im Nordwesten. Die Mühle war bis zum 1. Januar 1972 ein Wohnplatz der Gemeinde Vordersteinenberg und kam mit der Gebietsreform zu Alfdorf.
Das Hauptgebäude aus dem 19. Jahrhundert (Gebäude Heinlesmühle 1) ist ein ansehnliches Fachwerkgebäude. Unmittelbar daneben, in einem separaten Gebäude, befindet sich die Sägemühle (Heinlesmühle 3). In dem der Mühle gegenüberliegenden Gebäude (Heinlesmühle 4) ist ein Café untergebracht.

## Geschichte
Die Heinlesmühle ist ein sehr alter Wohnplatz. Erstmals erwähnt wurde die Heinlesmühle als Hainlis mulin im Jahre 1480. Zu Beginn des 19. Jahrhunderts war die Heinlesmühle eine Säg- und Getreidemühle, die sich in Besitz der Familie Bareis befand. Das Hauptgebäude wurde 1809 von Thomas Bareis und Rosina Bareisin errichtet. An einem Nebengebäude findet sich die Inschrift Nicodemus Bareis und die Jahreszahl 1827. Im Jahre 1837 war die Mühle im Besitz von Gottfried Strohmaier. Links des Mühlkanals befand sich schon zu jener Zeit schon ein separates Gebäude, in der das Sägewerk untergebracht war. 1979 wurde die Heinlesmühle mit Unterstützung des Landkreises und des Landesdenkmalamts gründlich renoviert. Die Sägemühle war noch bis nach der Deutschen Wiedervereinigung in Betrieb.

### Einwohnerentwicklung
- 1852: 2 Einwohner[1]
- 1881: 7 Einwohner[2]

## Tourismus
Seit 1978 ist die Heinlesmühle eine Station des Mühlenwanderwegs, der auf eine Initiative von Horst Lässing zurückgeht.
Seit 2023 bildet die Mühle den Startpunkt zu Melchiors Abenteuertour, einem 7,4 Kilometer langen Rundweg, der über das Voggenmühhöfle und den Schillinghof zum Hagerwaldsee führt. Von dort geht der Weg Hüttenbühl und an dem Hüttenbühlsee vorüber zur Vaihinghofer Sägmühle, die die letzte Station der Route bildet.

## Bilder von der Heinlesmühle

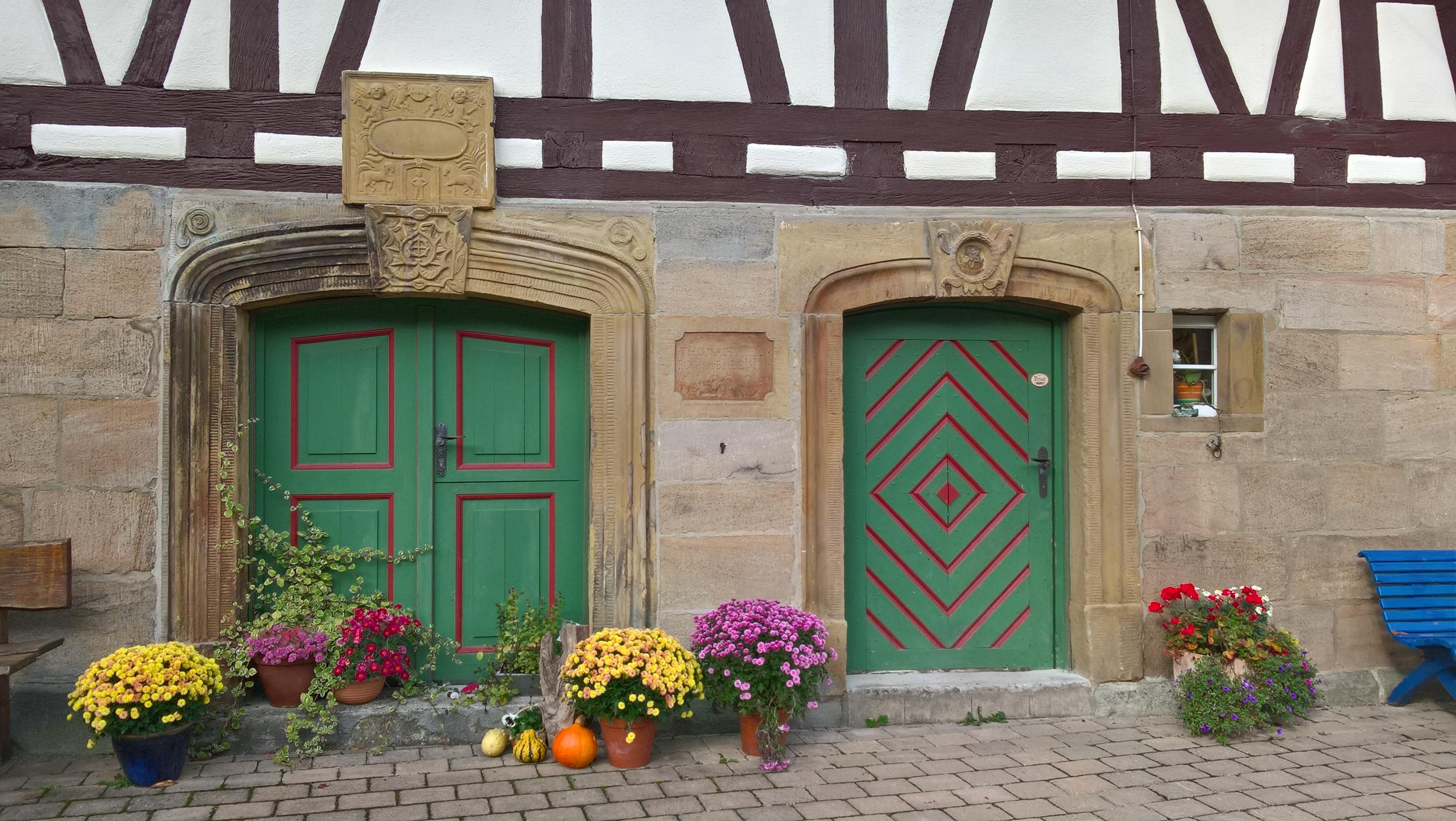
Eingänge mit Inschriften
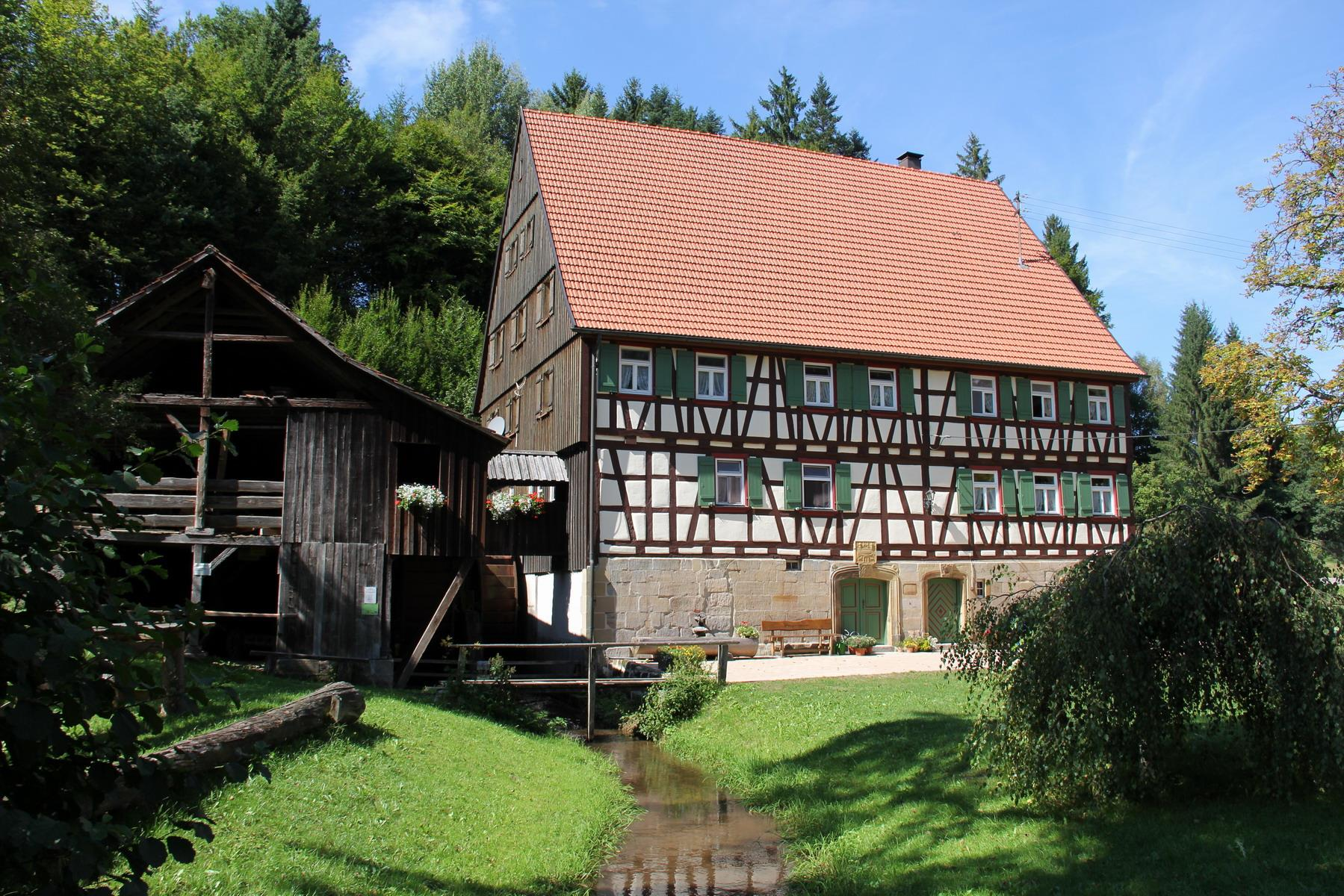
Die Mühle mit Nebengebäude
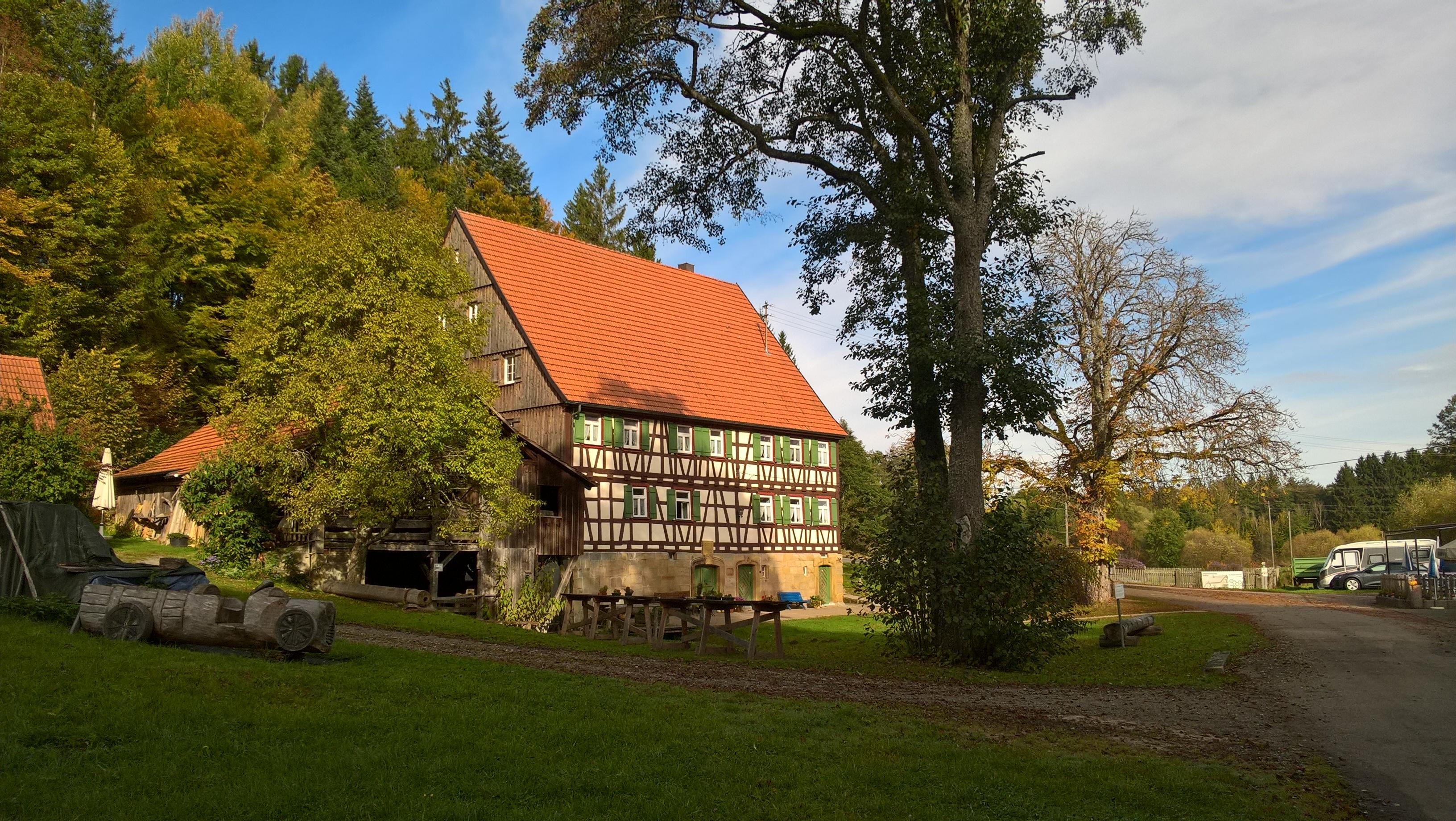
Ansicht von Süden